# 3263 Bligh
3263 Bligh (1932 CN) là một tiểu hành tinh vành đai chính được phát hiện ngày 5 tháng 2 năm 1932 bởi Reinmuth, K. ở Heidelberg.